# Xáo tam phân
Xáo tam phân (tên khoa học Paramignya trimera) là một loài thực vật trong họ Rutaceae.

## Phân tích
Theo phân tích, xáo tam phân có các thành phần: flavonoid, saponin, alcaoid và chủ yếu là courmarin và triterpenoid. Các thí nghiệm trên chuột nhắt trắng cho thấy, xáo tam phân có tác dụng ức chế tốt viêm gan cấp; có tác dụng độc (ức chế, tiêu diệt) đối với 5 dòng tế bào ung thư: ung thư gan Hep-G2, ung thư đại tràng HTC116, ung thư vú MDA MB231, ung thư buồng trứng OVCAR-8 và ung thư cổ tử cung Hela (mạnh nhất với ung thư gan Hep-G2 và ung thư cổ tử cung). Thí nghiệm cũng cho thấy, với độc tính thấp, xáo tam phân khá an toàn khi sử dụng. Được biết Công Ty Dược liệu ETZ có trụ sở tại Trảng Bom, Tỉnh Đồng Nai đã nhân trồng bảo tồn cây xáo tam phân trên diện tích lớn.